# Delahaye 148
La 148 era un'autovettura di lusso prodotta dal 1948 al 1951 dalla Casa automobilistica francese Delahaye.

## Profilo
Con la 148 si intendendeva cominciare a rinnovare la gamma Delahaye nell'immediato dopoguerra, pur avendo a disposizione poche risorse. Si trattava di una vettura di lusso che condivideva la meccanica della Delahaye 135, che esordì 13 anni prima e che ancora rimaneva in listino. La linea era quella tondeggiante e massiccia tipica delle auto di metà anni quaranta. Il motore era un 6 cilindri in linea da 3557 cm³, in grado di erogare una potenza massima di 100 CV a 3800 giri/min. La trazione era posteriore ed il cambio era manuale a 4 marce.

Sfortunatamente quelli dell'immediato dopoguerra erano i tempi peggiori per proporre una vettura di lusso: solo poche marche potevano permettersi di commercializzarne. Così la 148 non incontrò molto successo e nel 1951 fu tolta di produzione.